# سعيدة ساسي
سعيدة بوزقرو ساسي (1921-2007)، هي ابنة أخت الرئيس التونسي السابق الحبيب بورقيبة وقد لعبت دورا سياسيا نافذا في أواخر عهد خالها.

## وفاتها
توفيت ساسي في 2007 في ضاحية قرطاج بعد أن عاشت المرحلة الأخيرة من عمرها تعاني من مرض االزهايمر.